# Juan Adolfo Fernández Saínz
Juan Adolfo Fernández Saínz (sinh năm 1947) là nhà báo và nhà bất đồng chính kiến người Cuba. Ông là nhà báo độc lập, làm việc cho "hãng thông tấn Patria". Ông cũng có các bài xuất bản ở nước ngoài, nhất là ở Thụy Điển và làm thông tín viên cho hãng thông tấn Prima của Nga - một hãng thông tấn chuyên loan các tin về nhân quyền - từ năm 2001.
Adolfo Fernández Sainz bị chính quyền Cuba bắt trong vụ Mùa xuân đen năm 2003 và bị kết án 15 năm tù. Khi ở tù, ông đã tuyệt thực và yêu cầu chính quyền cung cấp thuốc men cùng thực phẩm khả dĩ đủ dinh dưỡng cho các tù nhân bị bệnh trầm trọng.
Tổ chức Ân xá Quốc tế đã công nhận ông là tù nhân lương tâm. "Ủy ban quốc tế đòi tự do cho Fernández" đã đòi chính quyền Cuba thả Juan Adolfo Fernández Sainz.
Juan Adolfo Fernández Sainz đã được tổ chức Văn bút Anh bầu chọn là tù nhân (tiêu biểu) của tháng 3 năm 2006.